# Les Aiguilles rouges
Pour les articles homonymes, voir Aiguilles rouges.
Pour plus de détails, voir Fiche technique et Distribution.
Les Aiguilles rouges est un film français de Jean-François Davy sorti en 2006.
Le scénario de ce film est directement adapté d'une véritable randonnée effectuée par le réalisateur à l'âge de quinze ans et tous les événements sont authentiques : « Les événements racontés dans ce film ont vraiment eu lieu. Cela m'est arrivé en juillet 1960 et tout s'est précisément passé comme nous le montre le film. »

## Synopsis
Début septembre 1960, dans la vallée de Chamonix à l'époque où de Gaulle est empêtré dans l'échec des négociations en pleine guerre d'Algérie. Un camp scout est installé entre Chamonix et Argentière. Huit de ces jeunes scouts, âgés de douze à seize ans, sont très dissipés et s'isolent fréquemment du camp pour jouer à des jeux parfois relativement dangereux. À titre punitif le chef de troupe du camp envoie les huit scouts en patrouille, les "Aigles", pour une randonnée de trois jours jusqu'au sommet du massif du Brévent (2 525 m d'altitude), où se trouve le refuge de la "Réserve des Aiguilles Rouges", et ils devront passer la nuit en bivouac avec une autre patrouille, les "Panthères", issue d'une autre troupe. Planning prévu : départ au lever du soleil depuis le presbytère de Chamonix, une distance de 12 km de marche jusqu'au sommet, puis retour, le tout dans les trois jours. Patrick, seize ans, le plus âgé des huit, sera le chef de patrouille. Ses sept jeunes compagnons seront sous sa responsabilité. Mais tous ces adolescents sont d'origines et de milieux très différents, certains se détestent violemment et ne manquent pas de le montrer à chaque occasion, et la randonnée prend très vite l'allure d'une expédition où les relations entre les adolescents seront aussi éprouvantes que la montagne.
Arrivés au sommet, épuisés, ils se rendent compte... que le refuge annoncé sur la carte n'existe pas ! En réalité il n'existe plus car la carte utilisée est très ancienne (on l'apprend dans la dernière partie du film). C'est le désarroi total dans le groupe, tout le monde est épuisé et les caractères sont exacerbés, chacun veut décider, les enfants comme les plus grands n'hésitent pas à en venir aux mains, et Patrick n'a pas l'autorité suffisante pour le rôle qui lui a été confié. D'autant qu'Éric, qui a le même âge que lui, le hait profondément.
De façon absurde, la patrouille va tenter de retourner à la vallée par un autre chemin rejoignant le village de Servoz, plus court mais infiniment plus difficile car sans repères et traversant une longue partie des chaos qui entourent le torrent de la Diosaz (on prononce "dioz").
Pour Patrick et pour toute la patrouille le retour va devenir un enfer car les difficultés seront très nombreuses, avec d'abord la nuit qui arrive, puis le mauvais temps... et les désaccords de plus en plus directs et de plus en plus violents. Jusqu'au drame.
Eric a fait demi tour et est tombé dans une cascade.
Jean Pierre et Patrick partent le chercher et finissent par trouver du secours.
Jean Pierre part avec les secours retrouver le reste des enfants qui s'étaient réfugiés dans un abri et avaient fait du feu avec des magazines appartenant à Luc. Ils sont transférés à l'hôpital également s'inquiètent pour Eric.
Patrick part avec des guides de haute montagne retrouver Eric.
Après plusieurs jours Eric est retrouvé par des guides. Il est blessé mais vivant car il a réussi à atteindre le versant au soleil.
Le grand père de Jean Pierre vient le chercher et lui annonce une nouvelle qui bouleverse Jean Pierre : son frère a été tué lors de la guerre d'Algérie.

## Distribution
- Jules Sitruk : Luc
- Jonathan Demurger : Patrick
- Damien Jouillerot : Jean-Pierre
- Pierre Derenne : Éric
- Raphaël Fuchs-Willig : Tatave
- Jules Angelo Bigarnet : l'Arsouille
- César Domboy : Guy
- Clément Chebli : Bruno
- Rufus : Marullaz, le commandant de gendarmerie
- Richard Berry : le père de Luc
- Bernadette Lafont : l'infirmière
- Patrick Bouchitey : le père d'Éric
- Bernard Haller : le grand-père de Jean-Pierre
- Cécile Gabriel : la mère d'Éric
- Maëlle Poésy : Isabelle
- Candice Genet : Dix-neuf trois-quarts
- Sylvain Cecchini : le chef de troupe
- Gabiel Bascoulergue : Sarrazin
- Georges Furiga : le père d'Arsouille
- Pierre Letellier : chef Panthère
- Arthur Chays : second Panthère
- Adam Shaw : le pilote
- Pascal Roussel : le copilote
- Lucie Barret : la voix de Myriam

Indubitablement, le premier rôle est tenu par la montagne elle-même. En effet elle est plus qu'un simple décor du film, elle est l'acteur essentiel de ce film, ainsi que le rappelle avec insistance le réalisateur dans le making of et dans toutes les interviews qu'il a données lors de la sortie du film.